# Sollevamento pesi ai Giochi della XXXII Olimpiade - 55 kg femminile
Le gare di sollevamento pesi della categoria fino a 55 kg femminile dei giochi olimpici di Tokyo 2020 si sono svolte il 26 luglio 2021 presso il Tokyo International Forum.
La vincitrice della gara è stata la filippina Hidilyn Diaz.

## Programma
L'orario indicato corrisponde a quello giapponese (UTC+09:00)
| Data           | Ora   | Evento            |
| -------------- | ----- | ----------------- |
| 26 luglio 2021 | 13:50 | Gruppo B          |
| 26 luglio 2021 | 19:50 | Gruppo A (finale) |

## Risultati
| Pos. | Atleta                 | Gruppo | Peso  | Strappo (kg) | Strappo (kg) | Strappo (kg) | Strappo (kg) | Slancio (kg) | Slancio (kg) | Slancio (kg) | Slancio (kg) | Totale |
| Pos. | Atleta                 | Gruppo | Peso  | 1            | 2            | 3            | Risultato    | 1            | 2            | 3            | Risultato    | Totale |
| ---- | ---------------------- | ------ | ----- | ------------ | ------------ | ------------ | ------------ | ------------ | ------------ | ------------ | ------------ | ------ |
|      | Hidilyn Diaz           | A      | 54,80 | 94           | 97           | 99           | 97           | 119          | 124          | 127          | 127          | 224    |
|      | Liao Qiuyun            | A      | 54,65 | 92           | 95           | 97           | 97           | 118          | 123          | 126          | 126          | 223    |
|      | Zul'fija Činšanlo      | A      | 54,95 | 90           | 93           | 93           | 90           | 123          | 123          | 125          | 123          | 213    |
| 4    | Muattar Nabieva        | A      | 54,95 | 95           | 98           | 98           | 98           | 114          | 114          | 117          | 114          | 212    |
| 5    | Kamila Konotop         | A      | 54,95 | 91           | 94           | 96           | 94           | 106          | 110          | 112          | 112          | 206    |
| 6    | Kristina Şermetowa     | A      | 54,85 | 90           | 93           | 93           | 90           | 111          | 115          | 117          | 115          | 205    |
| 7    | Ham Eun-ji             | A      | 54,90 | 85           | 85           | 90           | 85           | 115          | 115          | 116          | 116          | 201    |
| 8    | Nouha Landoulsi        | A      | 54,85 | 88           | 92           | 92           | 88           | 108          | 113          | 113          | 108          | 196    |
| 9    | Ana Gabriela López     | A      | 54,80 | 90           | 94           | 95           | 90           | 105          | 110          | 110          | 105          | 195    |
| 10   | Joanna Łochowska       | B      | 54,70 | 81           | 84           | 86           | 84           | 102          | 102          | 106          | 102          | 186    |
| 11   | Kanae Yagi             | B      | 54,75 | 78           | 78           | 81           | 81           | 99           | 102          | 106          | 102          | 183    |
| 12   | Rachel Leblanc-Bazinet | B      | 54,90 | 79           | 82           | 85           | 82           | 99           | 102          | 102          | 99           | 181    |
| 13   | Chiang Nien-hsin       | B      | 54,80 | 75           | 78           | 81           | 81           | 95           | 100          | 101          | 95           | 176    |
| 14   | Mary Kini Lifu         | B      | 54,50 | 64           | 67           | 67           | 67           | 84           | 87           | 90           | 87           | 154    |